# Aleksandras Stulginskis
Aleksandras Stulginskis (wymowaⓘ) (ur. 26 lutego 1885 w Kutaliai koło Taurogów, zm. 22 września 1969 w Kownie) – litewski polityk, założyciel litewskiej chadecji (LKD – Litewscy Chrześcijańscy Demokraci), wicepremier i dwukrotny prezydent Litwy.
Urodził się w rodzinie posiadaczy ziemskich. Uczył się w szkole elementarnej w Kaltinenai, później uczęszczał do słynnego gimnazjum w Lipawie, po którego ukończeniu zapisał się do Akademii Teologicznej w Kownie. W późniejszym okresie kontynuował studia z zakresu filozofii i teologii na austriackiej uczelni w Innsbrucku. Nie zdecydował się jednak na święcenia kapłańskie i podjął studia w Instytucie Agronomii w Halle, które ukończył w roku 1913. Przed wojną pisywał artykuły w litewskiej prasie na temat rolnictwa, podczas okupacji niemieckiej zaś działał w ruchu pomocy ofiarom wojny, korespondował do gazet oraz prowadził kursy dla nauczycieli. Przez długi czas szefował stowarzyszeniu „Rytas” („Świt”), pod Wilnem uprawiał ogród, z którego dochody przekazywał sierotom. W 1918 r. zaczął wydawać gazetę „Ukininkas” („Rolnik”), „Ukininko kalendorius” („Kalendarz rolnika”).
Był jednym z założycieli litewskiej chadecji, przewodniczącym jej Komitetu Centralnego. Zapisał się również jako współautor memorandum do prezydenta Wilsona o uznanie litewskiej państwowości przez Stany Zjednoczone. W przeciwieństwie do Antanasa Smetony orientował się politycznie na państwa Ententy. Zasłużył się jako jeden ze współorganizatorów Konferencji Litewskiej w Wilnie, za co wybrano go do Rady Państwa (Taryby). 16 lutego 1918 podpisał akt niepodległości. Po zakończeniu wojny szefował komisji ds. uchodźców, bardzo wiele pomógł Litwinom wracającym z Rosji sowieckiej. Występował przeciwko planom litewskich monarchistów, pomysł osadzenia na tronie Mendoga II uważał za farsę, nie licującą z powagą państwa litewskiego. Opowiadał się jednoznacznie za Litwą republikańską i demokratyczną. Organizował wojsko litewskie w celu odparcia ataków bolszewików oraz armii polskiej.
W gabinecie Dovydaitisa pełnił funkcję zastępcy premiera i ministra spraw zagranicznych, później szefował resortowi rolnictwa i opieki społecznej. W maju wybrano go na marszałka konstytucyjnego Seimasu i zarazem szefa państwa, którą to funkcję sprawował do maja 1926 roku.
Po wojskowym zamachu stanu z 17 grudnia 1926 wybrano Stulginskisa na szefa Seimasu i był nim aż do rozwiązania nieprzychylnego Smetonie parlamentu. Później osiadł w majątku niedaleko Kretyngi i pisywał do czasopisma „XX amżius” („Wiek dwudziesty”). Brał udział w pierwszym Światowym Kongresie Litwinów w 1938 w Kownie, gdzie wygłosił dramatyczną mowę w obronie demokracji i praw obywatelskich – przeciwko reżimowi Smetony. Pierwsze lata sowieckiej okupacji spędził w majątku Jokubavas. Nie ominęła go jednak radziecka lista proskrypcyjna i w czerwcu 1941 r. został aresztowany i deportowany do łagru pod Krasnojarskiem (żonę zesłano do republiki Komi).
W 1952 r. już oficjalnie skazany na 25 lat łagrów, za „antysocjalistyczną i klerykalną działalność” w międzywojniu. Po śmierci Stalina zwolniony, nie zdecydował się na emigrację i powrócił w 1956 roku do kraju. Zamieszkał wraz z żoną w Kownie, gdzie zmarł 22 września 1969. Pochowano go na cmentarzu Poniemuńskim w Kownie.